# فيلا روتوندا
فيلا روتوندا (بالإيطالية: Villa La Rotonda أو Villa Almerico Capra) هي فيلا تقع على تلة صغيرة، في فينيتو، إيطاليا. صممها المعماري اندريا بالاديو عام 1592، استخدم فيها اسلوبه المستند إلى قوة التناظر والمنظور وقيم التناسب المستمدة من المعابد الكلاسيكية اليونانية والرومانية القديمة. وهي أحد الفلل البالادية في فينيتو المصنفة على قائمة التراث العالمي لليونيسكو منذ 1994، إذ تُعتبر من معالم عصر النهضة المعمارية.

## التصميم

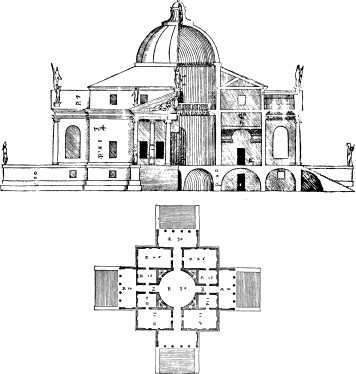
مقطعان طولي وعرضي للفيلا.

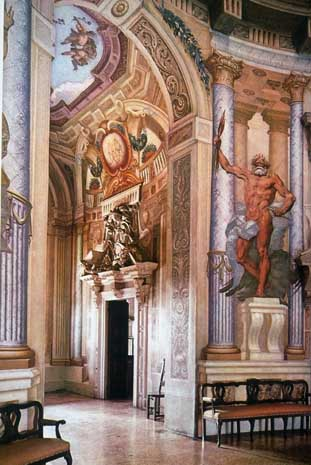
فيلا روتوندا من الداخل.

مع ان معنى الاسم «روتوندا» يوحي بشكل الدائرة، إلا انه ليس وصفا دقيقا للفيلا، حيث هي تقاطع صليب مع مربع. وهناك ميزة لهذه الفيلا حيث سقفت الدائرة المركزية بقبة فيها فتحة إلى السماء. وقد تمكن بالاديو في هذه الفيلا من تحقيق توصيات فيتروفيوس وألبيرتي بخصوص أولية الشكل الدائري على بقية الأشكال الممكن للمعماري استخدامها في تصميم المباني وفي كافة أعمال التصميم. وقد تميز الموقع المرتفع المقترح للفيلا بإطلالات رائعة على الأراضي المحيطة من كل جانب، مما جعل بالاديو يتبنى تصميما محوريا متماثلا من كل الجهات له رواق معمد على هيئة واجهة المعبد الإغريقي من كل جانب في جوانب المبنى. وبما أنه الفيلا لم تكن مخصصة للسكن بل لقضاء أوقات قصيرة من الراحة، فقد اتاح ذلك لبلاديو حرية تصميم الفيلا بهذا الشكل دون التقييد بمتطلبات وظيفية كما يجدث بالعادة.
وقد غطى بلاديو الفراغ الأوسط في الفيلا بقبة شبيهة بقبة المعبد الصغير في مونتوريو، مما شكل سابقة في استخدام القبة في مبنى سكني، إذ كان استخدام القبة حتى ذلك الوقت مقتصرا على المباني الدينية.

### التأثير في الخارج
هناك العديد من الأمثلة المشابهة لتصميم فيلا روتوندا في جميع أنحاء العالم، كما في إنجلترا، حيث تم تصميم 5 مشاريع بناء على تصميم فيلا روتوندا في مناطق مختلفة من المملكة. كذلك في فلسطين، حيث تم تصميم «بيت فلسطين» في نابلس على نفس النمط المعماري، وكذلك في بولندا وخاصة في وارسو العاصمة، والولايات المتحدة الأمريكية، حيث تم استخدام طراز مشابه لتصميم الفيلا في مسابقة لتصميم البيت الأبيض في واشنطن أيام الرئيس توماس جفرسون.

## وصلات خارجية
- «لاروتوندا»
- صور لفيلا روتوندا من GreatBuilding.com
- "La%20Rotonda"%20in%20Second%20Life&msg=Virtually%20visit%20an%20interpretation%20of%20the%20Villa%20Capra%20"La%20Rotonda"%20in%20Second%20Life. جولة إفتراضية في فيلا روتوندا.